# 宇治田みのる
宇治田みのる（うじた みのる、宇治田稔 、1963年8月16日 - ）は、日本のDJ、音楽プロデューサー、店舗プロデューサー、サーファー、ラジオパーソナリティである。妻はファッションモデルでタレント、元グラビアアイドルの松田千奈。

## 略歴
東京都武蔵野市吉祥寺出身。DJ、店舗プロデュースなどを中心に活動。
これまでに数多くのFM番組のナビゲーターやテレビ番組の司会、ドラマや映画出演などをしている数少ないD.Jである。サーフィン・スノーボードに精通しており、サーフィン世界大会のM.Cやブランドのオーガナイズなど、幅広いスタイルで活動している。

## 人物
幼少の頃の両親の離婚を期に茨城県の親戚宅に預けられる。その結果、茨城弁が得意であり番組内でたびたび茨城弁を使用。
小学校4年生のときに茨城県の親戚宅から家出しその後は母親と暮らし始める。小学4年生から中学3年生の間、新聞配達をして家計を助けていた。
母親は水商売を始めていたため宇治田は深夜でも自由にテレビを観れる環境にいた。そこで米国の音楽番組Soul Trainを観て衝撃を受け米国の音楽に興味を持ち始める。
宇治田が当時レギュラーでDJを務めていた東京・六本木のディスコ「ヴェルファーレ」にて高橋紀成を通じて後に妻となる松田と知り合い、高橋に内緒で交際をスタートするも写真週刊誌フライデーにスクープされ交際が発覚。その時、松田は17歳でありグラビアアイドルとして人気絶頂だったため「歳の差交際」と話題になる。併せてスポーツニッポンの芸能欄でも交際について大きく報じられ、その際、松田の写真が大きく掲載されているのにもかかわらず宇治田の写真が隅の方に小さく掲載されていた事に関して「松田千奈はアイドル。俺は卒業式を欠席したヤツ」と嘆いた。
30歳のときのバースデーイベントが当時隆盛を誇っていた芝浦GOLDで行われ各界から多数のゲストで賑わい、3000人の宇治田ファンで盛り上がった。
サーフィンを愛し「DJを続けられるのは全てサーフィンのおかげ」とインタビューで語っている。またサーフィンのスタンスはグーフィーであり「俺はアホだからグーフィー」とも語った。
TBS系テレビ番組「世界バリバリバリュー」に夫婦揃って出演した際、司会から「どんなだんなさんですか?」と質問された松田は「熱くてキレやすい」と答えている。自身の2人の子供に対しては子煩悩な一面がブログなどから見ることができる。
日本テレビ系「とんねるずの生でダラダラいかせて」内での企画「サーフノリダーズ」ではサーフィン大会に出場し準優勝をしている。その際、応援をしていた木梨憲武やサーフノリダーズのメンバーの前で「みんなサーフィンを好きになってくれて良かった」と号泣した。
ニッポン放送のラジオ番組「ゲルゲットショッキングセンター」にレギュラー出演時には主に当時の最新流行を宇治田みのるが紹介していた。また、ここで紹介したものがたびたび一大流行になったことから、番組内では「宇治田が喋れば、ブームが起こる。」と言われていた。
通信制高校サポート校日本サーフアカデミー高等部の非常勤講師を務めている。

## レギュラー出演番組
ラジオ
- NHK-FM開局40周年記念番組（NHK-FM）
- 宇治田みのるのアイランドスタイル（JFN）
- MIDNIGHT DELITE（INTER FM）
- GROOVIN'（INTER FM）
- CLUB XROSS（INTER FM）
- THE POWER CHANNEL（INTER FM）
- RADIO 283（INTER FM）
- NIGHT HABITS（INTER FM）
- BEAT COLLECTIVE（FM横浜）
- SEA BREEZE-HOT NEEDS COOL-（FM横浜）
- HONDA グローバルホットライン（TBSラジオ）
- 宇治田みのるのスポーツクローズアップ（TBSラジオ）
- 宇治田みのるのミュージックラブ（TBSラジオ）
- ゲルゲットショッキングセンター（ニッポン放送）
- 中居正広のオールナイトニッポン（ニッポン放送）
- Five S（栃木放送）

テレビ
- CLUB SUNSET（NHK BS2・ハイビジョン試験放送→NHK BShi）
- とんねるずの生でダラダラいかせて!!（NTV）
- GROOVY（NTV）
- TICOS（TBS）
- あなたにオンタイム（TBS）
- 渋谷系うらりんご（CX）
- 所さんのこれありなんじゃないの?（ANB）
- スーパーモーニング（ANB）
- WIPE OUT（TX）
- RAVE 2001（TX）
- モーニングジャム（TX）
- Da東京不良計画（TX）
- 電リクビートボックス（MXTV）

映画
- B（徳間ジャパン）主演

ドラマ
- しんどら（バージンドライブ）（NTV）
- 若者のすべて（CX）
- 白線流し-19の春-（CX）

VIDEO
- Groovi'n（VAP) 共演 安室奈美恵、Bro.Tom
- 心霊-サーファーの死- 稲川淳二監督

CDプロデュース
- FINE NIGHT Vol.0-Vol.3（avex）
- AVEX 10周年記念C.D（avex）
- RISA KOYANAGI  PARTY TONIGHT（avex）
- EROS DOPE MIX（ジャグラー）
- THAT'S CLUB TRACKS（Alpha Record）
- DANCE POOL Vol.3（SONY）

雑誌
- Fine（日之出出版）
- Flowサーフィン誌フリーマガジン（ライズシステム）レギュラー執筆
- CAWAII（主婦の友社）レギュラー執筆
- S.O.S（ぶんか社）レギュラー執筆
- WARP（トランスワールド）レギュラー執筆
- バイビー（マガジンメーカーズ）レギュラー執筆
- 輸入車中古車情報（内外出版）レギュラー執筆
- SAMURAI（英知出版）
- All Night Navi（ぴあ株式会社）レギュラー執筆

新聞
日本経済新聞
日本流通新聞
店舗プロデュース
- エロス～ラブネスト～（六本木）
- ナバーナ（新島）
- BYBLOS（麻布十番）
- CAFÉ&BAR MEDIA（六本木）
- CLUB XROSS（西麻布）
- DIX AZABU（麻布十番）

スポーツイベントM.C及びプロデュース
- 丸井プロサーフィン世界選手権大会
- WCT World Tour Japan Pro

## 関連人物
- 松田千奈
- RIKACO
- ブラザーコーン
- ブラザートム
- 木梨憲武
- 大原かおり
- ラモス瑠偉
- 赤坂泰彦
- 小柳リサ
- 土岐田麗子